# Kazimierz Krasoń
Kazimierz Michał Krasoń ps. „Kriszna” (ur. 22 września 1907 w Tarnobrzegu, zm. 8 września 1991 w Skórzewie) – pułkownik piechoty Wojska Polskiego.

## Życiorys
Uczęszczał w Tarnobrzegu do Gimnazjum im. Jana Tarnowskiego oraz do gimnazjum humanistycznego w Nisku, zdając maturę w 1928 roku. W latach 1928-1931 był podchorążym Szkoły Podchorążych Piechoty w Ostrowi Mazowieckiej. 15 sierpnia 1931 roku Prezydent RP mianował go podporucznikiem ze starszeństwem z 15 sierpnia 1931 roku i 254. lokatą w korpusie oficerów piechoty, a Minister Spraw Wojskowych wcielił do 20 pułku piechoty w Krakowie. 1 września 1931 został wyznaczony na stanowisko dowódcy plutonu. 22 lutego 1934 awansował na porucznika ze starszeństwem z dniem 1 stycznia 1934 i 309. lokatą w korpusie oficerów piechoty. 3 czerwca 1934 roku przeniesiony został do 84 pułku piechoty w którym pełnił funkcję adiutanta III baonu, a następnie dowodził kompanią. W czasie kampanii wrześniowej dowodził 7 kompanią strzelecką 84 pułku piechoty. Walczył w obronie Modlina podczas której 26 września 1939 roku został ranny. Po kapitulacji twierdzy został przeniesiony do obozu jenieckiego w Działdowie. W październiku 1939 został zwolniony z niewoli i powrócił do Tarnobrzega.
W 1940 roku rozpoczął działalność konspiracyjną w Obwodzie Tarnobrzeg ZWZ-AK „Twarog” w stopniu kapitana, gdzie początkowo był zastępcą komendanta Obwodu, a w marcu 1941 roku został jego komendantem. Był również współpracownikiem konspiracyjnego tygodnika „Odwet”. W marcu 1943 uwięziony przez hitlerowców w więzieniu w Mielcu, uwolniony przez oddział partyzancki „Jędrusie” w nocy z 29 na 30 marca 1943 roku. Po uwolnieniu został przeniesiony do dyspozycji Komendanta Obwodu AK Tarnobrzeg i nie powrócił już do czynnej działalności konspiracyjnej.
Mieszkał w Wiśniowej, a jesienią 1944 roku przedostał się do Lublina, gdzie 4 października 1944 roku wstąpił do WP. Służył w 2 Armii Wojska Polskiego w szeregach 7 Dywizji Piechoty jako dowódca kompanii, od 30 października 1944 roku pomocnik szefa wydziału operacyjnego, a następnie od 25 kwietnia 1945 roku oficer operacyjny sztabu 7 DP. 29 grudnia 1945 roku został awansowany do stopnia podpułkownika piechoty, a w 1946 roku przeszedł do pracy w sztabie Śląskiego Okręgu Wojskowego we Wrocławiu, gdzie pełnił funkcję szefa wydziału. 4 grudnia 1947 roku został mianowany szefem sztabu Poznańskiego Okręgu Wojskowego. Po awansie do stopnia pułkownika piech. był od 5 maja 1949 roku szefem sztabu 1 Korpusu Piechoty w Wałczu z jednoczesnym pełnieniem obowiązków jego dowódcy. 12 grudnia 1949 roku został przez Informację Wojskową aresztowany i osadzony w więzieniu w Bydgoszczy, gdzie przeszedł ciężkie śledztwo. 28 listopada 1950 roku przez Wojskowy Sąd Rejonowy w Bydgoszczy został skazany na 8 lat więzienia po zarzutem „współpracy z Niemcami”. 1 marca 1951 roku podczas rozprawy apelacyjnej wyrok podwyższono do 10 lat. Przebywał w więzieniach w Potulicach i Koronowie, a 15 października 1955 roku odzyskał wolność. Będąc ciężko chorym, leczył się do wiosny 1956 roku w sanatorium w Polanicy. Później osiadł w Poznaniu i w kwietniu 1956 roku podjął pracę w Kolejowym Przedsiębiorstwie Robot Ładunkowych. 15 maja 1957 roku został zrehabilitowany w wyniku wznowionego postępowania. Do służby czynnej nie wrócił i pracował jako kierownik administracji w spółdzielni. Zmarł 8 września 1991 roku w Skórzewie.
Kawaler Krzyża Walecznych i Orderu Virtuti Militari V klasy z 1939 roku.